# Liste des maires de Toronto
Le maire de Toronto (en anglais : Mayor of Toronto) est le chef de l'exécutif de la ville de Toronto. La fonction est exercée par Olivia Chow depuis le 12 juillet 2023.
Jusqu'en 1965, le maire et son conseil municipal siégeaient à l'ancien hôtel de ville ; depuis, c'est au nouvel hôtel de ville que les services municipaux sont installés.

## Histoire
La fonction est créée en 1834 lors de la formation de la municipalité de Toronto.

## Liste des maires

### XIXesiècle

#### Élus par le conseil municipal
- 1. 1834             William Lyon Mackenzie
- 2. 1835             Robert Baldwin Sullivan
- 3. 1836             Thomas David Morrison
- 4. 1837             George Gurnett
- 5. 1838 - 1840  John Powell
- 6. 1841             George Monro
- 7. 1842 - 1844  Henry Sherwood
- 8. 1845 - 1847  William H. Boulton
- -. 1848 - 1850   George Gurnett
- 9. 1851 - 1853  John George Bowes
- 10. 1854           Joshua George Beard
- 11. 1855           George William Allan
- 12. 1856           John Beverley Robinson
- 13. 1857           John Hutchison
- -. 1858              William H. Boulton
- 14. 1858           David Breakenridge Read

#### Élus directement par la population
- 15. 1859 - 1860  Sir Adam Wilson
- -. 1861 - 1863     John George Bowes
- 16. 1864 - 1866  Francis Henry Medcalf

#### Élus par le conseil municipal
- 17. 1867 - 1868  James Edward Smith
- 18. 1869 - 1870  Samuel Bickerton Harman
- 19. 1871 - 1872  Joseph Sheard
- 20. 1873             Alexander Manning

#### Élus directement par la population
- -. 1874 - 1875     Francis Henry Medcalf
- 21. 1876 - 1878  Angus Morrison
- 22. 1879 - 1880  James Beaty junior
- 23. 1881 - 1882  William Barclay McMurrich
- 24. 1883 - 1884  Arthur Radcliffe Boswell
- -. 1885                Alexander Manning
- 25. 1886 - 1887  William Holmes Howland
- 26. 1888 - 1891  Edward F. Clarke
- 27. 1892 - 1893  Robert John Fleming
- 28. 1894 - 1895  Warring Kennedy
- -. 1896 - 1897     Robert John Fleming
- 29. 1897 - 1899  John Shaw

### XXesiècle

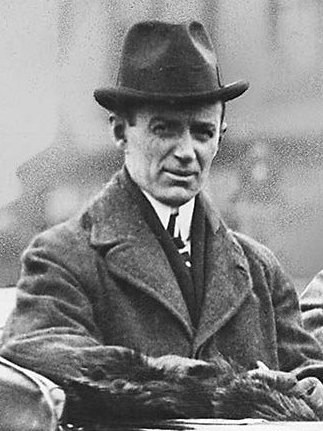
Thomas Langston Church par William James en 1916.

- 30. 1900             Ernest Albert Macdonald
- 31. 1901 - 1902  Oliver Aiken Howland
- 32. 1903 - 1905  Thomas Urquhart
- 33. 1906 - 1907  Emerson Coatsworth
- 34. 1908 - 1909  Joseph Oliver
- 35. 1910 - 1912  George Reginald Geary
- 36. 1912 - 1914  Horatio Clarence Hocken
- 37. 1915 - 1921  Thomas Langton Church
- 38. 1922 - 1923  Charles Alfred Maguire
- 39. 1924             William Wesley Hiltz
- 40. 1925 - 1927  Thomas Foster
- 41. 1928 - 1929  Samuel McBride
- 42. 1930             Bert Sterling Wemp
- 43. 1931 - 1934  William James Stewart
- 44. 1935             James Simpson
- -. 1936                Samuel McBride
- 45. 1936 - 1937  William Robbins
- 46. 1938 - 1940  Ralph Day
- 47. 1941 - 1944  Frederick Joseph Conboy
- 48. 1945 - 1948  Robert Hood Saunders
- 49. 1948 - 1951  Hiram Emerson McCallum
- 50. 1952 - 1954  Allan Austin Lamport

#### Époque de la Communauté urbaine de Toronto (1953-1997)
Au début de 1953, Toronto était municipalité supralocale de gouvernance territoriale nommé la Communauté urbaine de Toronto. Les frontières sont les mêmes que la ville actuelle de Toronto sauf qu'elle consistait de la ville de Toronto et de 12 autres municipalités, chacun avec leur propre maire et conseil municipal.
- 51. 1954 - 1955  Leslie Howard Saunders
- 52. 1955 - 1962  Nathan Phillips
- 53. 1963             Donald Dean Summerville
- 54. 1963 - 1966  Philip Givens
- 55. 1966 - 1972  William Dennison
- 56. 1972 - 1978  David Crombie
- 57. 1978             Fred Beavis
- 58. 1978 - 1980  John Sewell
- 59. 1980 - 1991  Art Eggleton
- 60. 1991 - 1994  June Rowlands
- 61. 1994 - 1997  Barbara Hall

#### Ville de Toronto
En 1998, la Communauté urbaine de Toronto a été supprimé en fusionnant toutes les municipalités composantes de la communauté urbaine en une seule entité, la ville de Toronto.
- 62. 1998 - 2003  Mel Lastman
- 63. 2003 - 2010  David Miller
- 64. 2010 - 2014  Rob Ford
- 65. 2014 - février 2023  John Tory
- 2023 (février - juillet) Jennifer McKelvie (intérim)
- 66. juillet 2023 - Olivia Chow[1]